# District d'Arnay-sur-Arroux
Le district d'Arnay-sur-Arroux est une ancienne division territoriale française du département de la Côte-d'Or de 1790 à 1795.
Il était composé des cantons de Arnay sur Arroux, Châteauneuf, Liairnais, Marcheseuil, Mont Saint Jean, Pouilly, Sombernon et Viévy.